# Konzervacija etnografskih predmeta
Konzervacija etnografskih predmeta jedna je od specijalizacija unutar područja konzervacije restauracije predmeta kulturne baštine. Usmjerena je na preventivnu zaštitu i interventnu konzervaciju,suvremenih ili povijesnih predmeta etnografske baštine. Kao i kod konzervacije drugih objekata i ovdje su osnovne postavke što bolje očuvanje tehnološko-povijesnog identiteta i integriteta tretiranog predmeta, te reverzibilnost kao i ponovljivost primijenjenih zahvata. Vrlo je važno i poštovanje načela minimalne intervencije. Osoba koja radi na ovim predmetima mora dobro poznavati povijest etnografskih predmeta,osnove tehnologije izrade istih, te temeljne uzroke njihova propadanja. Također su bitna znanja o najnovijim metodama konzervacije materijala ove vrste, ali i upućenost u konzervatorsku etiku, te metode znanstvenog istraživanja.

## Definicija etnografskih predmeta
Pod etnografskim predmetima podrazumijevamo prije svega uporabne te vjerske ili kultne objekte značajnog antropološkog konteksta.Kulturne grupe koje su objekte proizvele ili koristile povijesno su dokumentirane ili još uvijek opstoje.Zapisi o društvima koja su proizvela objekte mogu biti rijetki,ili ih jednostavno nema   te očuvani objekti postaju primarni iZvor informacija o istima. 

## Odrednice konzervacije
Način   na koji su predmeti izrađeni,odnosno korišteni kod ovih predmeta značajno utječe na konzervaciju istih.Kako se često radi o raznorodnim materijalima,koje je ponekad čak i nemoguće   precizno odrediti,često dolazi do situacije u kojoj tretiranje jednog materijala može imati negativan utjecaj na drugi materijal koji imamo na predmetu.Ovo dakako utječe i na koncepciju čuvanja ovakovih predmeta.
Kao i kod konzervacije predmeta suvremene umijetnosti ili tehničkih predmeta i ovdje obzirom na širok spektar korištenih materijala nema nekih univerzalno primijenjivih naputaka za rad na spomenutim objektima.

## Etičke odrednice
U svom kulturnom kontekstu objekti etnografskog porijekla su ili čisto funkcionalni,ili uključuju i najrazličitije sociološke aspekte.Stoga konzervator ovih predmeta mora biti kulturološki   osjetljiv,odnosno mora pri postupanju s predmetom bilo u svrhu zahvata, izlaganja ili čuvanja uzeti u obzir i sve moguće predmetu pripadajuće odrednice.

## Školovanje konzervatora restauratora etnografskih predmeta
U Hrvatskoj trenutačno nema specijalističkog školovanja za rad na   etnografskim predmetima.

## Vanjske poveznice
- Etnografski muzej Zagreb  Arhivirana inačica izvorne stranice od 16. ožujka 2013. (Wayback Machine)
- Etnografski muzej Istre  Arhivirana inačica izvorne stranice od 15. studenoga 2013. (Wayback Machine)
- Etnografski muzej Split
- ICOM CC radna grupa za konzervaciju etnogafskog materijala
- Care and Conservation of Etnographic Objects  Arhivirana inačica izvorne stranice od 3. rujna 2014. (Wayback Machine)
- Subjectivity as Treatment: Neurosis and the Roots of Contemporary Ethnographic Conservation
- Conservation of Artifacts from Plant Materials
- Disrobing: Research and preventive conservation of painted hide robes at the Ethnological Museum, National Museums Berlin, Germany
- Collaborative work towards the preservation of spruce root basketry as a living tradition
- Hair consolidation and treatment of an insect-damaged dancing hat from Sierra Leone